# Saint-Paul-Cap-de-Joux

Saint-Paul-Cap-de-Joux este o comună în departamentul Tarn din sudul Franței. În 2009 avea o populație de 1.060 de locuitori.

## Evoluția populației
| An        | 1975 | 1982 | 1990 | 1999 | 2006  | 2009  |
| --------- | ---- | ---- | ---- | ---- | ----- | ----- |
| Populație | 963  | 898  | 924  | 960  | 1.007 | 1.060 |